# 901
901 (CMI) je bilo navadno leto, ki se je po julijanskem koledarju začelo na četrtek.

## Dogodki
- 1. januar

## Smrti
- 18. februar - Tabit ibn Kora, arabski astronom, matematik (* 826)